# Kindergarten Wars
Kindergarten Wars (яп. 幼稚園WARS, Yōchien Wars, укр. Дитсадівські війни) — серія манґи, написана та проілюстрована Ю Тібою. Серіалізація почалася у додатку цифрової манґи Shonen Jump+ видавництва Shueisha у вересні 2022 року. Станом на липень 2024 року глави серії були зібрані у десяти томах танкобонів.

## Сюжет
Події розгортаються в дитячому садку «Нуар», відомому як «найбезпечніший дитячий садок у світі». Приймаючи дітей політиків, знаменитостей, бізнесменів та інших VIP-персон, дитсадок захищає їх від потенційних убивць і викрадачів, наймаючи колишніх злочинців вчителями в обмін на скорочення термінів ув'язнення. Ріта, також відома як «Засуджена №999» — колишня вбивця, яка хоче домогтися пом'якшення вироку за свою активну роботу як охоронця дітей, і попутно знайти гарячого хлопця.

## Публікація
Манга, написана та проілюстрована Ю Тібою, розпочала серіалізацію в додатку Shōnen Jump+ і на веб-сайті Shueisha 15 вересня 2022 року. Спочатку розпочавши публікацію в програмі Jump+ Rookies як «незалежна манґа», у березні 2023 року Shueisha оголосили, що вона стане повноцінною серією. Станом на липень 2024 року окремі розділи серії були зібрані в десять томів. 

### Список томів
| №  | Дата виходу      | ISBN                   |
| -- | ---------------- | ---------------------- |
| 1  | 3 березня 2023   | ISBN 978-4-0888-3486-3 |
| 2  | 4 квітня 2023    | ISBN 978-4-0888-3488-7 |
| 3  | 2 травня 2023    | ISBN 978-4-0888-3506-8 |
| 4  | 4 липня 2023     | ISBN 978-4-0888-3541-9 |
| 5  | 4 вересня 2023   | ISBN 978-4-0888-3640-9 |
| 6  | 2 листопада 2023 | ISBN 978-4-0888-3702-4 |
| 7  | 4 січня 2024     | ISBN 978-4-0888-3842-7 |
| 8  | 4 березня 2024   | ISBN 978-4-0888-3860-1 |
| 9  | 2 травня 2024    | ISBN 978-4-0888-4034-5 |
| 10 | 4 липня 2024     | ISBN 978-4-08-884091-8 |

## Сприйняття
Серія посіла третє місце в 2023 році на премії Next Manga Award у категорії «Найкраща веб-манґа». Наприкінці вересня того ж року манґа посіла восьме місце в голосуванні на премію Tsutaya Comic Award, а в січні 2024 року — сьоме місце за підсумками «Загального голосування з веб-манґи — 2023». У березні 2024 року манґа була включена порталом MyAnimeList у два рекомендаційні списки: «Манґа, яку вам варто прочитати — 2024» та «Достойне аніме». Вона посіла дев’яте місце в опитуванні AnimeJapan «Найбажаніша аніме-адаптація манґи» у 2024 році.